# Fumichon
Fumichon és un municipi francès situat al departament de Calvados i a la regió de Normandia. L'any 2007 tenia 272 habitants.

## Demografia

### Població
El 2007 la població de fet de Fumichon era de 272 persones. Hi havia 97 famílies de les quals 16 eren unipersonals (12 homes vivint sols i 4 dones vivint soles), 28 parelles sense fills, 49 parelles amb fills i 4 famílies monoparentals amb fills.
La població ha evolucionat segons el següent gràfic:
Habitants censats

### Habitatges
El 2007 hi havia 134 habitatges, 97 eren l'habitatge principal de la família, 35 eren segones residències i 2 estaven desocupats. 131 eren cases i 3 eren apartaments. Dels 97 habitatges principals, 83 estaven ocupats pels seus propietaris, 12 estaven llogats i ocupats pels llogaters i 2 estaven cedits a títol gratuït; 2 tenien una cambra, 1 en tenia dues, 4 en tenien tres, 13 en tenien quatre i 77 en tenien cinc o més. 78 habitatges disposaven pel capbaix d'una plaça de pàrquing. A 38 habitatges hi havia un automòbil i a 58 n'hi havia dos o més.

### Piràmide de població
La piràmide de població per edats i sexe el 2009 era:
| Homes | Edats   | Dones |
| ----- | ------- | ----- |
| 0     | 95 o +  | 0     |
| 0     | 90 a 94 | 0     |
| 0     | 85 a 89 | 0     |
| 0     | 80 a 84 | 0     |
| 4     | 75 a 79 | 4     |
| 8     | 70 a 74 | 4     |
| 4     | 65 a 69 | 12    |
| 4     | 60 a 64 | 8     |
| 4     | 55 a 59 | 8     |
| 8     | 50 a 54 | 8     |
| 16    | 45 a 49 | 12    |
| 4     | 40 a 44 | 4     |
| 8     | 35 a 39 | 12    |
| 8     | 30 a 34 | 12    |
| 8     | 25 a 29 | 4     |
| 0     | 20 a 24 | 4     |
| 12    | 15 a 19 | 8     |
| 4     | 10 a 14 | 16    |
| 0     | 5 a 9   | 4     |
| 4     | 0 a 4   | 4     |

## Economia
El 2007 la població en edat de treballar era de 172 persones, 121 eren actives i 51 eren inactives. De les 121 persones actives 108 estaven ocupades (65 homes i 43 dones) i 13 estaven aturades (5 homes i 8 dones). De les 51 persones inactives 17 estaven jubilades, 19 estaven estudiant i 15 estaven classificades com a «altres inactius».

### Ingressos
El 2009 a Fumichon hi havia 105 unitats fiscals que integraven 305 persones, la mediana anual d'ingressos fiscals per persona era de 17.591 €.

### Activitats econòmiques
Dels 9 establiments que hi havia el 2007, 1 era d'una empresa de fabricació d'altres productes industrials, 2 d'empreses de construcció, 2 d'empreses de comerç i reparació d'automòbils, 1 d'una empresa immobiliària, 2 d'empreses de serveis i 1 d'una empresa classificada com a «altres activitats de serveis».
Dels 3 establiments de servei als particulars que hi havia el 2009, 1 era un paleta, 1 guixaire pintor i 1 perruqueria.
L'any 2000 a Fumichon hi havia 9 explotacions agrícoles.

## Poblacions més properes
El següent diagrama mostra les poblacions més properes.